# Великопузирківська сільська рада
Великопузи́рківська сільська́ ра́да — адміністративно-територіальна одиниця та орган місцевого самоврядування в Ізяславському районі Хмельницької області. Адміністративний центр — село Великі Пузирки.

## Загальні відомості
Великопузирківська сільська рада утворена в 1944 році.
- Територія ради: 27,004 км²
- Населення ради: 627 осіб (станом на 2001 рік)

## Населені пункти
Сільській раді підпорядковані населені пункти:
- с. Великі Пузирки
- с. Мала Медведівка
- с. Тарасівка

## Склад ради
Рада складається з 12 депутатів та голови.
- Голова ради: Федорчук Олександр Анатолійович
- Секретар ради: В'юн Надія Іванівна

### Керівний склад попередніх скликань
| Прізвище, ім'я, по батькові     | Основні відомості                                                               | Дата обрання | Дата звільнення |
| ------------------------------- | ------------------------------------------------------------------------------- | ------------ | --------------- |
| Маринич Анатолій Павлович       | Сільський голова, 1952 року народження, освіта середня спеціальна, безпартійний | 26.03.2006   | 31.10.2010      |
| Маринич Анатолій Павлович       | Сільський голова, 1952 року народження, освіта середня спеціальна, безпартійний | 31.10.2010   | 02.06.2013      |
| Федорчук Олександр Анатолійович | Сільський голова, 1981 року народження, освіта вища, безпартійний               | 02.06.2013   |                 |

Примітка: таблиця складена за даними сайту Верховної Ради України

### Депутати
За результатами місцевих виборів 2010 року депутатами ради стали:

#### За суб'єктами висування
| Суб'єкт висування                 | Кількість обраних депутатів | %    |
| --------------------------------- | --------------------------- | ---- |
| Партія регіонів                   | 4                           | 33,3 |
| Самовисування                     | 3                           | 25   |
| Народна партія                    | 2                           | 16,7 |
| Соціалістична партія України      | 2                           | 16,7 |
| Політична партія «Сильна Україна» | 1                           | 8,3  |

#### За округами
| № округу                          | Прізвище, ім'я, по батькові    | Дата визнання обраним | Освіта  | Партійна приналежність                        | Відомості про обраного депутата                                                           |
| --------------------------------- | ------------------------------ | --------------------- | ------- | --------------------------------------------- | ----------------------------------------------------------------------------------------- |
| Народна Партія                    |                                |                       |         |                                               |                                                                                           |
| 7                                 | Шевчук Василь Олександрович    | 03.11.2010            | вища    | член Народної партії                          | ТОВ «Агрос-Віста», механізатор                                                            |
| 9                                 | Ослюк Любов Іванівна           | 03.11.2010            | середня | член Народної партії                          | Великопузирківська сільська рада, соціальний працівник                                    |
| Партія регіонів                   |                                |                       |         |                                               |                                                                                           |
| 1                                 | Бабенко Тетяна Петрівна        | 03.11.2010            | вища    | позапартійна                                  | ТОВ «Агрос-Віста», технічний працівник                                                    |
| 8                                 | Мартищук Руслана Василівна     | 03.11.2010            | вища    | позапартійна                                  | Великопузирківська загальноосвітня школа I–III ст., вчитель історії і географії           |
| 10                                | Марков Володимир Олександрович | 03.11.2010            | вища    | позапартійний                                 | тимчасово не працює                                                                       |
| 12                                | Федорук Оксана Миколаївна      | 03.11.2010            | середня | позапартійна                                  | Поштове відділення зв'язку, листоноша                                                     |
| Політична партія «Сильна Україна» |                                |                       |         |                                               |                                                                                           |
| 11                                | Федорчук Михайло Анатолійович  | 03.11.2010            | середня | позапартійний                                 | тимчасово не працює                                                                       |
| Соціалістична партія України      |                                |                       |         |                                               |                                                                                           |
| 4                                 | Толочко Людмила Іванівна       | 03.11.2010            | вища    | член Соціалістичної партії України            | Великопузирківська сільська рада, бухгалтер                                               |
| 5                                 | Федорчук Інна Анатоліївна      | 03.11.2010            | вища    | член Соціалістичної партії України            | Великопузирківська сільська рада, бібліотекар                                             |
| Самовисування                     |                                |                       |         |                                               |                                                                                           |
| 2                                 | Сваволя Любов Євгенівна        | 03.11.2010            | вища    | член Всеукраїнського об'єднання «Батьківщина» | Великопузирківська загальноосвітня школа I–III ст., вчитель української мови і літератури |
| 3                                 | Ковальчук Марія Василівна      | 03.11.2010            | середня | член Всеукраїнського об'єднання «Батьківщина» | приватний підприємець                                                                     |
| 6                                 | Шевчук Оксана Василівна        | 20.08.2012            | вища    | позапартійна                                  | тимчасово не працює                                                                       |

## Господарська діяльність
Основним видом господарської діяльності населених пунктів сільської ради є сільськогосподарське виробництво. Основним видом сільськогосподарської діяльності є вирощування зернових культур, допоміжним — виробництво м'ясо-молочної продукції і овочевих культур.